# O Crime É Meu
Mon crime (bra/prt: O Crime É Meu) é um filme de comédia policial francês de 2023 dirigido por François Ozon, estrelado por Nadia Tereszkiewicz, Rebecca Marder, Isabelle Huppert, Fabrice Luchini, Dany Boon e André Dussollier.
Situado na década de 1930, o filme segue uma atriz que ganha notoriedade depois de ser absolvida de assassinato por legítima defesa. É uma adaptação livre da peça de 1934, Mon crime, de Georges Berr e Louis Verneuil, que foi adaptada para dois filmes americanos, True Confession (1937) e Cross My Heart (1946).

## Elenco
- Nadia Tereszkiewicz como Madeleine Verdier
- Rebecca Marder como Pauline Mauléon
- Isabelle Huppert como Odette Chaumette
- Fabrice Luchini como Richter Gustave Rabusset
- Dany Boon como Palmarède
- André Dussollier como M. Bonnard
- Régis Laspalès
- Olivier Broche
- Félix Lefebvre
- Michel Fau
- Daniel Prévost
- Evelyne Buyle
- Myriam Boyer
- Franck de Lapersonne

## Produção
Ozon concebeu o filme durante os lockdowns durante a Pandemia de COVID-19. Ele o descreveu como sendo "em última análise, sobre o triunfo da irmandade". Ele disse, "termina com uma peça na tradição de Jean Renoir. É também uma referência lúdica a Le dernier métro de François Truffaut". O personagem de Huppert foi baseado na atriz Sarah Bernhardt. Outras influências incluíram "comédias malucas americanas da década de 1930", particularmente filmes de Ernst Lubitsch e Frank Capra, bem como "a Paris da década de 1930 vista pelos americanos, como no filme Victor/Victoria de Blake Edwards".

## Lançamento
O filme foi exibido para profissionais da indústria em 10 de janeiro de 2023 na Unifrance em Paris. Ele estreou como filme de abertura no Premiers Plans em 21 de janeiro de 2023.
No Brasil, foi lançado pela Imovision nos cinemas em 6 de julho de 2023.. Em Portugal, foi lançado em 31 de agosto de 2023.